# 克維廷舍倫峰
61°46′N 8°48′E / 61.767°N 8.800°E
克維廷舍倫峰是挪威的山峰，位於該國東南部內陸郡，處於洛姆，距離首都奧斯陸230公里，海拔高度2,060米，南面是丘陵地勢，北面是高山地勢。